# Charlotte Lindgren
Charlotte Anne Lindgren, född Besançon 1969 i Paris, är en svensk-fransk-schweizisk språkvetare.

## Biografi
Lindgren är docent i franska och universitetslektor i utbildningsvetenskap, med inriktning mot franska, vid Uppsala universitet.
Lindgrens forskning fokuserar på översättning av barnböcker, främst från svenska till franska men även från franska till svenska. Detta inom ramen för deskriptiva översättningsstudier, polysystemteori, systemisk funktionell grammatik i text och bild och ekokritiska studier, särskilt vad gäller representation av barn och dess översättning, översättning av talat språk och översättning av känsliga teman. Hon studerar också användningen av litteratur i språkundervisningen i franska i Sverige, samt litteratursamtal i skolan.
Lindgren avlade 1991 juristexamen vid Université Paris I, Panthéon Sorbonne, samma år som hon flyttade till Sverige. Efter studier i det franska språket disputerade hon 2005 i romanska språk, fransk språkvetenskap, vid Uppsala universitet, med avhandlingen "Regarde, maman: le soleil se leva": emploi des temps du passé dans des récits d'enfants francophones en Suède. Denna behandlade hur fransktalande barn (under sex år) i Sverige använder tempus för förfluten tid med hjälp av en interaktion med en vuxen person och en barnbok. Metoden, samt den teoretiska bakgrunden som användes i avhandlingsarbetet, har sitt ursprung i forskningen vid CRALOÉ (Centre de Recherche sur l’Acquisition du Langage Oral et Écrit, då placerad vid Université Paris III, Sorbonne Nouvelle, Frankrike) som grundades av Laurence Lentin.
Lindgren arbetade 2009-2020 som lektor i franska vid Högskolan Dalarna och är sedan 2020 universitetslektor i utbildningsvetenskap med inriktning mot franska vid Uppsala universitet.
Under 2023-2025 är Lindgren riksordförande i föreningen Delta Kappa Gamma.

## Artiklar (urval)
- Axelsson, M. & Lindgren, C. (2023). Sven Nordqvist’s Pettson and Findus Series and Children’s Education. Ecocritical Dialogues in Preschool. Climate Literacy in Education 1(2). 1–5
- Alfvén, V. & Lindgren, C. (2022). Contemporary Translated Children’s Literature in Sweden with Focus on French-speaking Literature. STRIDON: Studies in  Translation and Interpreting, 2(1), s.79–95.
- Lindgren, C. & Marcus Axelsson (2022). Comme une morue des îles Lofoten mise à sécher dans le vent du nord : la traduction de la comparaison similative en  rapport avec la nature dans un roman norvégien pour la jeunesse. Moderna språk 116  (1), s.171–190.

- Alfvén, V & Lindgren, C. (2022). Traduire ces ados qui jurent - le cas du roman suédois "Mère forte à agitée" de Jenny Jägerfeld. Synergie Pays Scandinaves, ISSN 1901–3809.
- Axelsson, M. & Lindgren, C. (2021). Översättning av kraftuttryck i den franska och svenska översättningen av Maria Parrs Keeperen og havet. Barnboken (44)
- Lindgren, C. & van Meerbergen, S. (2020). Pettson and Findus Go Glocal: Recontextualization of images and multimodal analysis of simultaneous action in Dutch and French translations. Children’s literature in translation: Texts and contexts. (Jan Van Coillie och Jack McMartin. Leuven: Leuven University Press, s. 231–247.)

- Lindgren, C. (2015). « Que reste-t-il du personnage de Findus dans les voix de Pettson et Picpus: étude d’une traduction du suédois au français ». Milli mála – Journal of Language and Culture, Vol. 7, s.309–331.

- Gossas, C. & Lindgren, C. (2015). « Le long trajet vers le Nord : de la traduction de la littérature de jeunesse française en suédois ». Médiations  interculturelles : trajectoires et circulations entre la France et la Suède de 1945 à nos  jours, Sylvain Briens; Mickaëlle Cedergren. Stockholm: Stockholms universitets förlag, s.164–173

- Lindgren, C. (2014). « La voix de l’enfant dans l’œuvre traduite en français de  Moni Nilsson ». TRANS. Revista de Traductología. no 18, s. 67–83, ISSN 1137–2311

- Lindgren, C. (2012). He speaks as children speak: more orality in translations  of modern Swedish children’s books into French. Translating Fictional Dialogue for Children Martin B.Fischer (red.). Berlin: Frank & Timme Verlag für wissenschaftliche Literatur, s.165–185. ISBN 9783865964670